# Brunneria gracilis
Brunneria gracilis es una especie de mantis de la familia Coptopterygidae.

## Distribución geográfica
Se encuentra en Argentina, Brasil, Paraguay,  Uruguay y Venezuela.